# Josef Klingler
Josef Klingler (ur. 24 lutego 1904, zm. 26 czerwca 1947 w Hameln) – zbrodniarz nazistowski, członek załogi niemieckiego obozu koncentracyjnego Neuengamme i SS-Unterscharführer.
W okresie II wojny światowej pełnił służbę w obozie Neuengamme. Sprawował między innymi funkcję zastępcy komendanta podobozu Husum-Schwesing. 21 marca 1947 został skazany przez brytyjski Trybunał Wojskowy w Hamburgu na karę śmierci przez powieszenie. Wyrok wykonano w więzieniu Hameln 26 czerwca 1947.